# Massimo Franciosa
Pour les articles homonymes, voir Franciosa.
Massimo Franciosa (né le 3 juillet 1924 à Rome et mort le 30 mars 1998 dans cette même ville) est un scénariste et réalisateur italien.

## Biographie
Il est nommé pour l'Oscar du meilleur scénario original pour La Bataille de Naples (1962).

## Filmographie partielle

### Comme réalisateur
- 1963 : Amour sans lendemain (Un tentativo sentimentale) (coréalisé par Pasquale Festa Campanile)
- 1964 : Le Sexe des anges (Le voci bianche)
- 1964 : Extraconiugale (épisode La doccia)
- 1965 : L'Amant paresseux (Il morbidone)
- 1967 : Allô, il y a une certaine Giuliana pour toi (Pronto... c'è una certa Giuliana per te)
- 1969 : La stagione dei sensi
- 1969 : Togli le gambe dal parabrezza (it)
- 1970 : Quella chiara notte d'ottobre
- 1970 : L'Amour de gré ou de force (Per amore o per forza)

### Comme scénariste
- 1955 : Les Amoureux (Gli innamorati) de Mauro Bolognini
- 1957 : Pauvres mais beaux (Poveri ma belli) de Dino Risi
- 1957 : Terreur sur Rome (Terrore sulla città) d'Anton Giulio Majano
- 1958 : Mon gosse (Totò e Marcellino) d'Antonio Musu
- 1958 : Ladro lui, ladra lei de Luigi Zampa
- 1959 : Tutti innamorati de Giuseppe Orlandini et Franco Rossi
- 1959 : Ferdinand Ier, roi de Naples (Ferdinando I° re di Napoli) de Gianni Franciolini
- 1959 : Nous sommes tous coupables (Il magistrato) de Luigi Zampa
- 1960 : Rocco et ses frères (Rocco e i suoi fratelli) de Luchino Visconti
- 1961 : L'Assassin (L'assassino) d'Elio Petri
- 1962 : La Beauté d'Hippolyte (La bellezza di Ippolita) de Giancarlo Zagni
- 1962 : La Bataille de Naples de Nanni Loy
- 1963 : Le Guépard (Il gattopardo) de Luchino Visconti
- 1963 : Amour sans lendemain De Massimo Franciosa et Pasquale Festa Campanile
- 1964 : Tre notti d'amore de Renato Castellani, Luigi Comencini et Franco Rossi
- 1965 : La Célestine (La Celestina P... R...) de Carlo Lizzani
- 1966 : El Greco de Luciano Salce
- 1974 : Il venditore di palloncini de Mario Gariazzo
- 1974 : Spasmo d'Umberto Lenzi
- 1974 : Le Voyage (Il viaggio) de Vittorio De Sica
- 1980 : Je suis photogénique (Sono fotogenico) de Dino Risi
- 1985 : Colpo di fulmine de Marco Risi
- 1986 : La Vénitienne (La venexiana) de Mauro Bolognini
- 1987 : Rimini Rimini de Sergio Corbucci
- 1987 : Il lupo di mare de Maurizio Lucidi